# Купракамбра
Купракамбра (англ. Coopracambra National Park) — национальный парк, расположенный на крайнем востоке штата Виктория (Австралия). Площадь — 388 км².

## История
Национальный парк был создан в 1988 году.

## Описание
Национальный парк расположен на крайнем востоке штата Виктория севернее города Канн-Ривер. На западе ограничивается шоссе Monaro Highway (Канн-Ривер—Канберра; небольшой участок на севере расположен западнее шоссе), на севере — административной границей штата.

## Природа
В парке расположены влажные тропические леса. Совместно с национальным парком Саус-Ист-Форестс, расположенный северо-восточнее в штате Новый Южный Уэльс, образует крупный природный комплекс дикой природы.